# Polyptychus sonantis
Polyptychus sonantis är en fjärilsart som beskrevs av Jordan 1930. Polyptychus sonantis ingår i släktet Polyptychus och familjen svärmare. Inga underarter finns listade i Catalogue of Life.